# PinkNews
PinkNews es un periódico en línea con sede en el Reino Unido dirigido a la comunidad LGBTQ+ internacional. Fue fundado por Benjamin Cohen en julio de 2005.
Sigue de cerca el progreso político sobre los derechos LGBTQ+ en todo el mundo y realiza entrevistas con figuras culturales y políticas. Las noticias se dividen en diferentes secciones, y las historias más recientes, destacadas y de tendencia se muestran en la página de inicio de forma predeterminada. Las personas pueden filtrar noticias por las secciones que más les interesan, incluidas: transgénero, entretenimiento, mundo, política, arte y opinión.
PinkNews presta especial atención al tema de la religión y la homosexualidad. Se convirtió en una de las pocas publicaciones LGBTQ+ que entrevistó a un arzobispo titular de Canterbury en 2014, cuando Justin Welby habló sobre el enfoque de la Iglesia de Inglaterra hacia la homosexualidad.
PinkNews organiza los premios PinkNews Awards, que se crearon en 2013 y se llevan a cabo anualmente en Westminster. Los premios, que son votados por el público junto con un panel de jueces, honran el trabajo de los activistas LGBTQ+, así como de los oradores políticos y las empresas. Los ganadores anteriores de los premios de alto perfil incluyen a John Bercow, Nick Clegg, Richard Branson, Ed Miliband, Alex Salmond y David Cameron.

## Historia
PinkNews fue fundada por Benjamin Cohen en julio de 2005. Una versión impresa, The PinkNews, se lanzó oficialmente en 2006. Sin embargo, PinkNews se convirtió en una publicación únicamente en línea cuando se eliminó la edición impresa en 2007. El sitio web se actualiza diariamente con novedades.
En 2018, PinkNews se convirtió en el primer editor LGBTQ+ en Snapchat. Tuvo un beneficio operativo de 2 millones de libras esterlinas en 2021. El sitio web fue rediseñado en 2022. También se agregaron nuevas funciones de filtrado a su aplicación en un intento de contrarrestar la evitación de noticias debido a informes negativos.

## Política editorial y entrevistas con políticos
La postura editorial de PinkNews no es hacer campaña de manera partidista, aunque sí entrevista a políticos y tiene una postura pro-LGBTQ+. PinkNews no respalda a partidos políticos en las elecciones, pero si que ha respaldado a políticos individuales independientemente de su partido "en función de su postura sobre cuestiones de derechos de los homosexuales".
Hasta la fecha, PinkNews ha publicado artículos de seis primeros ministros británicos: John Major, Tony Blair, Gordon Brown, David Cameron, Theresa May, y Boris Johnson. PinkNews también ha entrevistado a otras figuras políticas del Reino Unido, entre ellas Nick Clegg y Jeremy Corbyn, que también ha escrito para el periódico. El 2 de enero de 2020, la diputada británica Layla Moran reveló en una entrevista con PinkNews que es pansexual; fue la primera parlamentaria del Reino Unido que lo declaró.

## Amenaza legal de News International
En 2006, dos periódicos sensacionalistas, News of the World y The Sun, publicaron una historia falsa sobre dos futbolistas de la Premier League que tuvieron una orgía gay con un DJ. Aunque News of the World no nombró a ninguno de ellos, utilizó una fotografía pixelada del futbolista Ashley Cole para ilustrar la historia. PinkNews publicó lo que afirmó ser la fotografía original sin pixelar. Cole, junto con el DJ Masterstepz, demandó a la empresa matriz de estos tabloides, News International, y ganó al menos £ 100.000 más costos legales. News International amenazó con demandar a PinkNews, en virtud de la Ley de Responsabilidad Civil (Contribución) de 1978, por una parte de estos costos, pero al final no cumplió. Si lo hubieran hecho, PinkNews habría sido cerrado, ya que en ese momento era sólo una startup.

## Relación con Stonewall
PinkNews informó ampliamente sobre la negativa de la organización no gubernamental Stonewall, un grupo de derechos LGBTQ+, a hacer campaña activamente a favor del matrimonio igualitario. El entonces director ejecutivo de Stonewall, Ben Summerskill, sugirió que "su implementación costaría la asombrosa cantidad de £ 5 mil millones", una cifra que luego aprovecharon los opositores al matrimonio entre personas del mismo sexo a pesar de su falta de base fáctica. La brecha llegó a un punto crítico en la conferencia de los Demócratas Liberales en 2010, donde Summerskill argumentó que "hay muchas lesbianas que en realidad no quieren casarse". Al acto asistieron Lynne Featherstone, ministra de Igualdad; Evan Harris, presidente del grupo LGBT+ liberal demócrata DELGA; y Steve Gilbert, el diputado liberaldemócrata, quienes dijeron que apoyaban el matrimonio entre personas del mismo sexo. Una encuesta encargada por PinkNews y respondida por más de 800 de sus lectores encontró que el 98% apoyaba el matrimonio igualitario, con muchos comentarios pidiendo la renuncia de Summerskill. Stonewall también fue criticado por su ex fundador, el eurodiputado Michael Cashman, por su política.
Más tarde, Summerskill acusó a PinkNews de realizar una "campaña poco ética" contra Stonewall después de pedir a todas las organizaciones LGBT y grupos políticos que describieran su postura sobre el tema, y solo Stonewall se negó a comentar. En octubre de 2010, Stonewall revisó su política y acordó apoyar el matrimonio entre personas del mismo sexo, afirmando que "Stonewall se complace en ampliar los objetivos de su campaña para incluir la ampliación de la forma legal de matrimonio a las personas homosexuales".
PinkNews también informó periódicamente sobre las críticas a Stonewall por su negativa a hacer campaña sobre cuestiones transgénero. PinkNews ha colaborado estrechamente con Stonewall tras la salida de Summerskill en 2014. Un año después, bajo la dirección de la directora ejecutiva Ruth Hunt, Stonewall decidió comenzar a hacer campaña sobre cuestiones transgénero.
En 2017, Stonewall y PinkNews organizaron conjuntamente una campaña electoral, y Ruth Hunt ha escrito para PinkNews en varias ocasiones.

## Publicidad y soporte
- PinkNews apoyó oficialmente la Coalición por el Matrimonio Igualitario (C4EM), una organización contraria a la Coalición por el Matrimonio, y solicitó con éxito la introducción de los derechos al matrimonio entre personas del mismo sexo en Inglaterra y Gales, mientras que la Coalición por el Matrimonio hizo campaña en su contra.[30]
- PinkNews nombró el 25 de enero como el Día de Peter Tatchell para celebrar el 60 cumpleaños del activista político británico, sus 45 años de campaña por los derechos humanos y los 10 años desde el lanzamiento de la Fundación Peter Tatchell.[31] PinkNews también publicó un poema en prosa escrito por Stephen Fry en honor al cumpleaños de Tatchell el 24 de enero y con frecuencia publica anuncios de la Fundación Peter Tatchell.[32]
- El 25 de abril de 2012, PinkNews comenzó a utilizar un vídeo de la Coalición por el Matrimonio Igualitario en su espacio publicitario, escribió artículos apoyándolo y le dio su respaldo oficial, animando a los lectores a responder a la consulta gubernamental para mostrar sus opiniones.[33][34]
- PinkNews informó periódicamente sobre el progreso de la campaña Out4Marriage, que se inició en mayo de 2012 y fue lanzada por Mike Buonaiuto y el fundador de PinkNews, Benjamin Cohen. La campaña utilizó videos de YouTube de personas que apoyaban el matrimonio igualitario, incluidas celebridades y miembros del Parlamento, y terminaba con la línea "Y por eso estoy a favor del matrimonio. ¿Y tú?". La campaña de YouTube Out4Marriage alcanzó 14 millones de visitas en sólo tres semanas desde su lanzamiento.[35][36][37]